# ناوچه کلاس دورگ
ناوچه کلاس دورگ (به انگلیسی: Durg-class corvette) یک کلاس از کشتی است که طول آن 59 meters می‌باشد.